# Fridrich III. Lehnický
Fridrich III. Lehnický (22. únor 1520, Lehnice, Dolnoslezské vojvodství – 15. prosinec 1570, Lehnice, Dolnoslezské vojvodství ) byl lehnický, břežský a volovský kníže z rozrodu slezských Piastovců.
Byl synem lehnicko-břežského knížete Fridricha II. a jeho druhé ženy Žofie Braniborsko-Ansbašské (10. březen 1485, Ansbach, Ansbašské knížectví – 14. květen 1537, Lehnice, Dolní Slezsko).

## Rodina
V roce 1538 se oženil s Kateřinou von Mecklenburg-Schwerin (14. duben 1518, Dorf Mecklenburg, Meklenbursko-Přední Pomořansko – 17. listopadu 1581, Lehnice, Dolnoslezské vojvodství), spolu měli tyto potomky:
- Jindřich XI. Lehnicko-Hajnovský (23. únor 1539. Lehnice, Dolnoslezské vojvodství – 3. březen 1588, Krakov, Malopolské vojvodství) ∞ 1560 Zofie von Brandenburg-Ansbach (23. leden 1535, Ansbach, Ansbašské knížectví – 22. února 1587, Lehnice, Dolnoslezské vojvodství)
- Zofie (15. dubna 1541, Lehnice, Dolnoslezské vojvodství – 7. srpen 1542, Lehnice, Dolnoslezské vojvodství )
- Kateřina (7. únor 1542, Vratislav, Dolnoslezské vojvodství – 3. září 1569, Fryštát, Těšínské knížectví) ∞ 1563 kníže Fridrich Kazimír Frýštatský
- Fryderyk (29. srpen 1543, Lehnice, Dolnoslezské vojvodství – před 1551, Lehnice, Dolnoslezské vojvodství , pohřben v kostele sv. Jana)
- Helena (okolo 1545/1547, Lehnice, Dolnoslezské vojvodství – 16. září 1583, Lingen, Vestfálsko) ∞ Zygmunt II Kurzbach (1547 – 31. prosinec 1579, Lingen, Vestfálsko)
- Friedrich IV. Lehnický (20. duben 1552, Lehnice, Dolnoslezské vojvodství – 6. duben 1596, Lehnice, Dolnoslezské vojvodství ) ∞ 1587 kněžna Marie Sidonie Těšínská (10. května 1572, Těšín, Těšínské knížectví – říjen 1587. Lehnice, Dolnoslezské vojvodství ); ∞ 1589 princezna Dorothea Schleswig-Holstein-Sonderburg (16. říjen 1569, Kolding, Dánsko – 5. červenec 1593. Lehnice, Dolnoslezské vojvodství ); ∞ 1594 kněžna Anna Wirtemberská (12. červen 1561, Stuttgart, Württembersko – 7. červenec 1616, Lehnice, Dolnoslezské vojvodství)